# Martin Stejskal
Martin Stejskal (* 19. února 1944 Praha) je český malíř, esejista a esoterik hlásící se k surrealismu.

## Život
|Vystudoval Odbornou školu výtvarnou v Praze. V r. 1963 se spřátelil s básníkem Karlem Šebkem, který ho seznámil se surrealistickým okruhem. Od roku 1968 se podílí na činnosti Surrealistické skupiny v Československu a byl členem redakční rady revue Analogon. Koncem 60. let poznal českého alchymistu a hermetika Theofana Abbu a spolupracoval s ním až do jeho smrti. Podle jeho dispozic vytvořil velké tarotové karty, které vydal vlastním nákladem i tiskem jako samizdat s názvem 22 arkán Theofana Abby. (Začátkem 90. let vytvořil i originální malá tarotová arkána a v posledních letech karty koloroval.) Později spolupracoval na českých překladech knih francouzského alchymisty Fulcanelliho. (Tajemství katedrál, Příbytky filosofů).
Koncem 60. let 20. století se dvakrát účastnil spolu s několika výtvarníky ze Surrealistické skupiny experimentace s kyselinou lysergovou (LSD) a psilocybinem ve Výzkumném ústavu psychiatrickém v Praze-Bohnicích. Zážitky z pokusů natrvalo ovlivnily jeho tvorbu. Je autorem interpretačních metod konturáže, leptomanie a fázovaných ilusí, v nichž vždy metamorfuje několik statických obrazů v cyklu následných fází.
V roce 1976 vydal v Paříži v nakladatelství Editions surréalistes velkoformátovou knihu-bibliofilii 14 vlastních litografií Maisons (Domy), doprovázenou básnickými texty francouzského surrealisty Vincenta Bounoura. Podle autorových kreseb litografie zhotovil prestižní pařížský litografický atelier Babette Pons. V roce 1976 se vedle V. Effenbergera a J. Švankmajera podílel na sborníku La civilisation surréaliste, uspořádaným básníkem Vincentem Bounourem z pařížské Surrealistické skupiny. Sborník vydalo v roce 1976 pařížské nakladatelství Payot.
Začátkem 90. let byl zvolen do prvního předsednictva obnovené společnosti čs. hermetiků Universalia. Spolupracoval na koncepci souborné hermetické expozice Opus Magnum (s V. Zadrobílkem a L. Antonínem) v roce 1997 v Domě U kamenného zvonu v Praze a napsal text pro obsáhlý katalog-knihu, kterou i graficky upravil. Podílel se také na koncepci výstavy ke 450 letům letohrádku Hvězda v Praze (s. L. Antonínem a I. Puršem) v roce 2003, k níž zpracoval i interaktivní katalog na CD. Rovněž se podílel na výstavě o hraběti Šporkovi, kterou připravil V. Zadrobílek ve Staroměstské radnici (1999).
Podle knihy Labyrintem tajemna (nominace na Nejkrásnější knihu ČR roku 1991) natočila Česká televize v roce 1993 dvanáctidílný seriál Magickou krajinou, k němuž napsal námět a scénář: (1. Bílá paní, 2. Mluvící kameny, 3. Za ukrytými poklady, 4. Po stopách alchymistů, 5. Draci v Čechách, 6. Zázračné studánky, 7. Ďábel a jeho pikle, 8. Obyvatelé podzemí, 9. Golem, 10. Zjevení a přízraky, 11. Čarodějství, 12. Vládcové krajiny.) Později napsal několik scénářů k televiznímu cyklu Lapidárium (Příběh kamenných bot, Příběh Šemíkova hrobu, Příběh kamenné Luitgardy). V roce 2021 napsal námět a scénář dokumentárního filmu pro ČT Art Braunovy lebky o historii a osudu obřích lebek před zámečkem Bon Repos.
První samostatnou výstavu Hra proti "hře" měl v Domě umění města Brna v roce 1972, katalog k výstavě byl zakázán. Během normalizace zde prakticky nevystavoval, měl však samostatnou výstavu v Paříži v galerii L'envers du miroir (1972). Po roce 1989 měl řadu samostatných výstav a účastnil se i mnoha výstav zahraničních. Z nejvýznamnějších to byla výstava Zadem k nekonečnu I., v Paláci kultury v Praze v roce 1990, a série výstav k autorovým 60. narozeninám Zadem k nekonečnu II. (Remscheid, Cheb, Hradec Králové, České Budějovice, Písek, Příbram, Nová Paka) v letech 2003-2005. K těmto výstavám byla vydána i stejnojmenná obsáhlá monografie.
Účastnil se všech kolektivních výstav zdejší Surrealistické skupiny od počátku 70. let 20. století a graficky navrhl a upravil většinu souborných katalogů a sborníků, a to jak samizdatů z dob normalizace, tak i publikace po roce 1989. Vedle toho se účastnil i mnoha výstav pořádaných surrealistickým hnutím ve světě (Francie, USA, Holandsko, Řecko, Velká Británie, Německo, Maďarsko, Belgie,aj.)
V 90. letech 20. stol. se začal věnovat computerové grafice a animaci. Svoje práce prezentoval jako techniku digitáže.Spolupracoval mj. svými 2D a 3D animacemi na filmu J. Švankmajera Otesánek (2000). Na začátku 21. století vytvořil k hudebnímu opusu 24 capricií Nicoly Paganiniho pro duo bří. Leciánů hodinové computerové video Xofferus (provedení v síni Obecního domu v Praze).  Od roku 2023 experimentuje i s programy umělé inteligence (AI).
Ilustroval mj. knihy V. Effenbergera (Polowanie na czarnego rekina, Wroclav, Polsko), E. Švankmajerové, F. Dryje a M. Novotného. Též knihy F. Tristana v nakladatelství Paseka (Hadí píseň, Ateliér ztracených snů), další v nakladatelstvích Dauphin, Host (P. Řezníček: Zrcadlový pes), Orbis, Torst a Malvern. V poslední době byla vydána kniha Raymonda Roussela Africké dojmy v nakladatelství dybbuk s autorovými ilustracemi. Výtvarně doprovodil i knihy M.-D. Massoni a A. Jouberta (Francie) a černý román H. Walpola Borgen ii Otranto (Vertigo, Švédsko). Pro tato a další nakladatelství graficky upravoval mnoho dalších publikací, stejně jako v 90. letech revue Analogon, Logos, Listy (orgán SVU Mánes) a periodikum Divadelní noviny.
V 90. letech působil několik let jako místopředseda Společnosti Karla Teiga. V roce 2011 byl spoluautorem retrospektivní výstavy Surrealistická východiska (1948–1989) Odkony-Návraty-Přesahy (se S. Dvorským a F. Dryjem) v Památníku národního písemnictví konaném v letohrádku Hvězda v Praze., 
Publikoval v mnoha českých a zahraničních periodikách a sbornících, zejména v Analogonu, Logosu (ČR), Arsenalu (USA), Phases, SURR.., BLS, Change, Rouge, Coupure, Surréalisme (Francie), a mnoha dalších.
Od roku 1990 je členem Spolku výtvarných umělců Mánes, kam ho kooptoval Josef Istler.

## Kuriozity
- 45 let si vedl místo Deníku – Seník (k zápisům vlastních snů)[14]
- Stal se hlavní postavou v absurdní frašce Vratislava Effenbergera Má vlast[15]
- Fotografoval Man Raye v Paříži, avšak po mistrově korekcí snímky nevyšly, setkal se a sblížil , jako téměř poslední, (spolu s R. Erbenem), s malířkou Toyen .

## Video
- 1990 Dynamika proměn v díle M.S., délka cca 20 min., (režie M. Stejskal a L. Šváb, audio J. Ornest a J. Marková), TV studio Paláce kultury Praha
- 2003 Xofferus, délka cca 60 min., computerové video k hudebnímu dílu 24 capricií Nicoly Paganiniho, (provedení Obecní dům Praha)
- 2015-17 Atalanta fugiens, délka cca 60 min., computerové video na téma stejnojmenné knihy M. Maiera.